# Vidar Busk

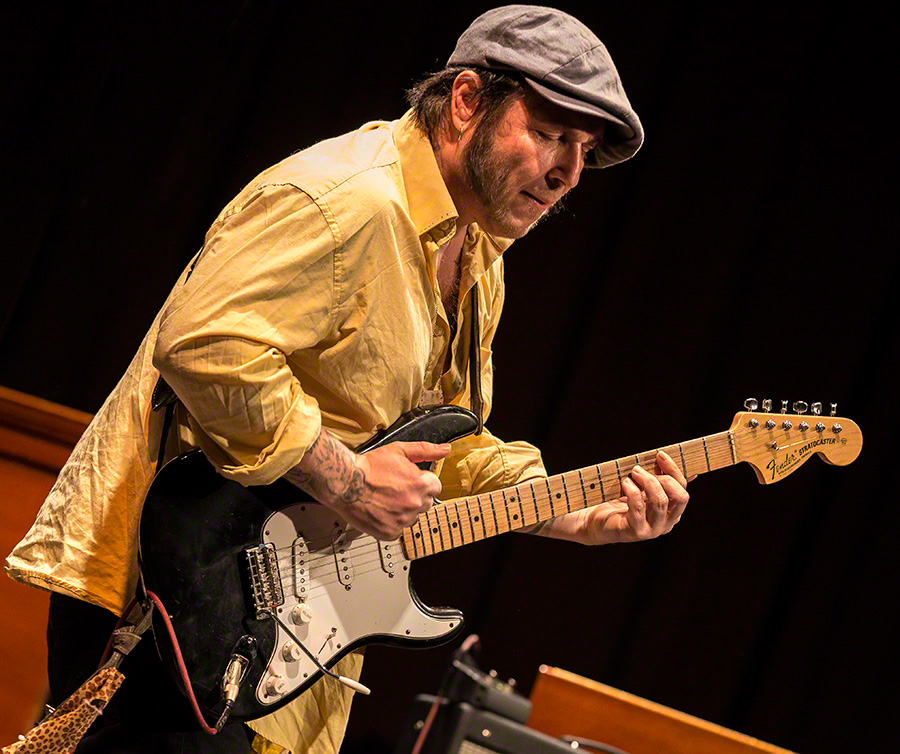
Vidar Busk (2016)

Vidar Busk (* 19. Mai 1970) ist ein norwegischer Blues-Gitarrist.

## Leben
Busk wuchs in Langesund auf, reiste aber als 15-Jähriger in die USA, um in der Band von Rock Bottom zu spielen. Er tourte mehrere Jahre durch die USA, bevor er wieder nach Norwegen zurückkehrte. Vidar Busk spielte außergewöhnlich viele Konzerte und war auch schon auf mehreren größeren Festivals in Norwegen zu hören, darunter das Notodden Bluesfestival, Ole Blues und Vossajazz. 1999 bekam er den Spellemannpris verliehen, später bekam er Auszeichnungen in den Kategorien Rock und Blues in den Jahren 2002 und 2004. Vidar Busk steht bei Warner Music Norge unter Vertrag.

## Diskografie
| Jahr | Titel                     | Höchstplatzierung, Gesamtwochen, AuszeichnungChartsChartplatzierungen (Jahr, Titel, Platzierungen, Wochen, Auszeichnungen, Anmerkungen) | Anmerkungen                     |
| Jahr | Titel                     | NO | Anmerkungen                     |
| ---- | ------------------------- | --- | ------------------------------- |
| 1992 | I Came Here To Rock       | NO16 (9 Wo.)NO | Vidar Busk & His True Believers |
| 1997 | Stompin Our Feet with Joy | NO26 (2 Wo.)NO | Vidar Busk & His True Believers |
| 1999 | Atomic Swing              | NO6 (3 Wo.)NO | Vidar Busk & His True Believers |
| 2001 | Venus, Texas              | NO6 (11 Wo.)NO |                                 |
| 2003 | Love Buzz                 | NO4 (14 Wo.)NO |                                 |
| 2005 | Starfish                  | NO12 (2 Wo.)NO |                                 |